# Café Central
Café Central je jedna z nejznámějších vídeňských kaváren. Nachází se na adrese Herrengasse 14 ve Vnitřním Městě, v přízemí bývalého bankovní a burzovního paláce, v současnosti nazývaného Palais Ferstel podle jeho architekta Heinricha Ferstela. 
Budova je vystavěna v novorenesančním slohu. Kavárna byla otevřena roku 1876 a rychle se stala centrem intelektuálního života Vídně konce 19. století. K jejím pravidelným hostům patřili spisovatelé Peter Altenberg, Hugo von Hofmannsthal, Robert Musil či Stefan Zweig, psychologové Sigmund Freud a Alfred Adler, architekt Adolf Loos, svá setkání v kavárně pravidelně mívala také skupina filozofů zvaná Vídeňský kroužek (Rudolf Carnap, Kurt Gödel aj.). Během svého vídeňského pobytu do ní chodili tak různorodé politické osobnosti jako Adolf Hitler, Lev Trockij, Vladimir Iljič Lenin, Josip Broz Tito nebo zakladatel sionismu Theodor Herzl. K proslulým místním zábavám patřila karetní hra taroky, stejně tak se v kavárně scházeli významní šachisté. Po druhé světové válce byla kavárna zavřena. V roce 1975, v souvislosti s rekonstrukcí celého paláce, byla znovuzprovozněna. Roku 1985 byl obnoven původní interiér. V současnosti je především turistickou atrakcí.
Slavnou historkou je, jak se na počátku první světové války spolu přeli lídr sociální demokracie Victor Adler s ministrem zahraničí Rakousko-Uherska Leopoldem Berchtoldem. Adler tehdy Berchtolda varoval, že tato válka povede k revoluci, a pokud ne v Rakousku, pak v Rusku určitě. Berchtold se tehdy prý posměšně zeptal: "A kdo tu ruskou revoluci povede? Snad ne pan Bronštajn vysedávající v Café Central?" (Bronštajn bylo pravé jméno Lva Trockého, který pak revoluci skutečně vedl).